# Ерроввуд
Ерроввуд (англ. Arrowwood) — село в Канаді, у провінції Альберта, у складі муніципального району Вулкан.

## Населення
За даними перепису 2016 року, село нараховувало 207 осіб, показавши зростання на 10,1%, порівняно з 2011-м роком. Середня густина населення становила 276,1 осіб/км².
З офіційних мов обидвома одночасно володіли 5 жителів, тільки англійською — 195, а 5 — жодною з них. Усього 75 осіб вважали рідною мовою не одну з офіційних.
Працездатне населення становило 95 осіб (61,3% усього населення), рівень безробіття — 0% (0% серед чоловіків та 0% серед жінок). 89,5% осіб були найманими працівниками, а 10,5% — самозайнятими.
Середній дохід на особу становив $12 013 (медіана $12 002), при цьому для чоловіків — $12 013, а для жінок $12 013 (медіани — $12 002 та $12 002 відповідно).
35,5% мешканців мали закінчену шкільну освіту, не мали закінченої шкільної освіти — 38,7%, 25,8% мали післяшкільну освіту, з яких 25% мали диплом бакалавра, або вищий.
| Статево-вікова структура населення | Статево-вікова структура населення | Статево-вікова структура населення | Статево-вікова структура населення | Статево-вікова структура населення |
| ---------------------------------- | ---------------------------------- | ---------------------------------- | ---------------------------------- | ---------------------------------- |
|                                    |                                    |                                    |                                    |                                    |
| Всього                             | Всього                             | 46,3%53,7%                         |                                    |                                    |
| 0 — 14 років                       | 0 — 14 років                       |                                    | 26,8%                              | 26,8%                              |
| 15 — 64 років                      | 15 — 64 років                      |                                    | 58,5%                              | 58,5%                              |
| 65 і більше                        | 65 і більше                        |                                    | 14,6%                              | 14,6%                              |
| Середній вік (років)               | Середній вік (років)               | 36,235,8                           | 36,0                               | 36,0                               |
| Медіана (років)                    | Медіана (років)                    | 38,535,8                           | 36,5                               | 36,5                               |
| — чоловіки — жінки                 |                                    |                                    |                                    |                                    |

| Походження мешканців:     | Походження мешканців:     | Походження мешканців: | Походження мешканців: | Походження мешканців: |
| ------------------------- | ------------------------- | --------------------- | --------------------- | --------------------- |
| Походження                |                           |                       | осіб                  | %                     |
| Корінні американці        | Корінні американці        |                       | 10                    | 4.83%                 |
| Інше північноамериканське | Інше північноамериканське |                       | 70                    | 33.82%                |
| Європейське               | Європейське               |                       | 210                   | 101.45%               |
| британське                | британське                |                       | 80                    | 38.65%                |
| французьке                | французьке                |                       | 10                    | 4.83%                 |
| українське                | українське                |                       | 15                    | 7.25%                 |
| Латинськоамериканське     | Латинськоамериканське     |                       | 10                    | 4.83%                 |

| Зайнятість населення за галузями (за класифікацією NOC): | Зайнятість населення за галузями (за класифікацією NOC): | Зайнятість населення за галузями (за класифікацією NOC): | Зайнятість населення за галузями (за класифікацією NOC): | Зайнятість населення за галузями (за класифікацією NOC): |
| -------------------------------------------------------- | -------------------------------------------------------- | -------------------------------------------------------- | -------------------------------------------------------- | -------------------------------------------------------- |
|                                                          |                                                          |                                                          |                                                          |                                                          |
| Управління                                               | Управління                                               |                                                          | 10,5%                                                    | 10,5%                                                    |
| Бізнес, фінанси та адміністрування                       | Бізнес, фінанси та адміністрування                       |                                                          | 10,5%                                                    | 10,5%                                                    |
| Освіта, правозахист, муніципальні та урядові служби      | Освіта, правозахист, муніципальні та урядові служби      |                                                          | 10,5%                                                    | 10,5%                                                    |
| Мистецтво, культура, відпочинок та спорт                 | Мистецтво, культура, відпочинок та спорт                 |                                                          | 10,5%                                                    | 10,5%                                                    |
| Роздрібна торгівля та послуги                            | Роздрібна торгівля та послуги                            |                                                          | 26,3%                                                    | 26,3%                                                    |
| Гуртова торгівля, транспорт та обладнання                | Гуртова торгівля, транспорт та обладнання                |                                                          | 21,1%                                                    | 21,1%                                                    |
| Природні ресурси, сільське господарство                  | Природні ресурси, сільське господарство                  |                                                          | 15,8%                                                    | 15,8%                                                    |
| Виробництво                                              | Виробництво                                              |                                                          | 10,5%                                                    | 10,5%                                                    |

## Клімат
Середня річна температура становить 4,4°C, середня максимальна – 22,6°C, а середня мінімальна – -17,3°C. Середня річна кількість опадів – 384 мм.
| Клімат поселення                              | Клімат поселення | Клімат поселення | Клімат поселення | Клімат поселення | Клімат поселення | Клімат поселення | Клімат поселення | Клімат поселення | Клімат поселення | Клімат поселення | Клімат поселення | Клімат поселення | Клімат поселення |
| Показник                                      | Січ.             | Лют.             | Бер.             | Квіт.            | Трав.            | Черв.            | Лип.             | Серп.            | Вер.             | Жовт.            | Лист.            | Груд.            |                  |
| Середній максимум, °C                         | −3,22            | 0,32             | 5,06             | 12,03            | 17,81            | 21,84            | 22,60            | 22,51            | 17,44            | 11,68            | 3,03             | −1,94            |                  |
| Середня температура, °C                       | −10,29           | −6,7             | −1,98            | 4,99             | 10,78            | 14,81            | 16,88            | 16,80            | 11,70            | 5,95             | −2,71            | −7,69            |                  |
| Середній мінімум, °C                          | −17,3            | −13,75           | −9,01            | −2,05            | 3,74             | 7,77             | 11,15            | 11,04            | 5,97             | 0,22             | −8,44            | −13,41           |                  |
| Норма опадів, мм                              | 13               | 12               | 20               | 26               | 55               | 73               | 54               | 45               | 43               | 15               | 14               | 14               |                  |
| Середньомісячна швидкість вітру, м/с          | 4.07             | 3.78             | 4.20             | 4.30             | 4.20             | 3.90             | 3.50             | 3.40             | 3.73             | 4.14             | 4.28             | 4.04             |                  |
| Середньомісячна сонячна радіація, кДж/м²·день | 4185             | 7692             | 12821            | 17270            | 20722            | 22006            | 23317            | 19862            | 14022            | 8406             | 4481             | 3208             |                  |
| --------------------------------------------- | ---------------- | ---------------- | ---------------- | ---------------- | ---------------- | ---------------- | ---------------- | ---------------- | ---------------- | ---------------- | ---------------- | ---------------- | ---------------- |
| Джерело:                                      |                  |                  |                  |                  |                  |                  |                  |                  |                  |                  |                  |                  |                  |